# Mayumi Iizuka
Mayumi Iizuka (jap. 飯塚 雅弓 Iizuka Mayumi; ur. 3 stycznia 1977 w Tokio) – aktorka i piosenkarka japońska.
Iizuka dorastała na Tajwanie i w Jokohamie. Jako seiyū zasłynęła rolą Misty (jap. カスミ Kasumi) w anime Pokémon. Jest również piosenkarką j-pop.

## Ważniejsze role jakoseiyū
- Virus Buster Serge jako Erika
- The Vision of Escaflowne jako Yukari i Princess Millerna
- Magic User's Club jako Nanaka Nakatomi
- Gate Keepers jako Reiko Asagiri
- Kanon jako Makoto Sawatari
- Pokémon jako Misty
- Sorcerous Stabber Orphen jako Cleao
- Nagasarete Airantō jako Panako
- To Heart jako Aoi Matsubara
- Star Ocean: The Second Story jako Rena Lanford
- Futari wa Pretty Cure jako Yuka Odajima